# Abelard Saragossà i Alba
Abelard Saragossà i Alba   (Silla, 1954) és un filòleg valencià. Fou professor del Departament de Filologia Catalana de la Universitat de València - Estudi General. Actualment està jubilat. El 8 d'abril de 2016 va ser elegit acadèmic de l'Acadèmia Valenciana de la Llengua. Saragossà és defensor de la tercera via valenciana.
Ha editat diverses obres entre les quals cal citar la Gramàtica Valenciana raonada i popular o Passat, present i futur de les Normes ortogràfiques de Castelló (1932). Va obtindre el Premi d'Assaig 2006 de la Generalitat valenciana en la modalitat d'assaig en valencià pel seu treball «Reivindicació científica del valencià». Es tracta d'una obra on l'autor sosté com a tesi la necessitat d'acostar el valencià popular, en gran manera construït pels usuaris de la llengua, amb el culte i científic, que es cultiva en àmbits universitaris, cultes i científics, alhora que es reivindica una actitud per als valencians d'estima de la seua llengua pròpia, de la cultura històrica que li és inherent i de les peculiaritats que, al llarg dels segles, ha anat generant. L'any 2009 va rebre el Premi d'Assaig Mancomunitat de la Ribera Alta per El valencià de Bernat i Baldoví: del passat al futur. Ideologia i tast lèxic.[13]
Col·laborador de la revista Saó i membre del Consell Consultiu de la Plataforma per la Llengua, Abelard ha sigut un dels gramàtics valencians que ha defés la doble denominació valencià-català juntament amb altres filòlegs valencians com ara Jordi Colomina. Ha escrit diversos articles, com el de la concordança del participi, en la revista Llengua Nacional, en què defén la necessitat de fer sistemàticament la concordança del femení singular, ja que en apostrofar l'article, este deixa d'explicitar el gènere, però és tot just el participi l'element que passa a explicitar el gènere.
L'Ajuntament de València, governat pel PP i Vox, l'any 2025 li va assignar l'elaboració de l'estudi tècnic per canviar el nom de la ciutat pel de "Valéncia". Un canvi d'accent contrari a la normativa de l'Acadèmia Valenciana de la Llengua i demanat per entitats negacionistes de la unitat de la llengua catalana com Lo Rat Penat i RACV. Abelard Saragossà és partidari de la tercera via valenciana.

## Obres
- 1992 — Problemes bàsics de la teoria sintàctica generativista (1957-1986). València: Universitat de València, 1992, 304 p.
- 1993 — Alguns aspectes de l'estructura sintàctica de l'oració. PUV.
- 1994 — Els predicatius i les categories sintàctiques. PUV, València, 1994, 243 p.
- 1997 — Criteris de la normativa: l'ortografia contemporània, uns quants problemes actuals. València, Saó. 316 p.
- 1998 — Passat, present i futur de les Normes ortogràfiques de Castelló (1932). València: Saó.
- 2000 — El valencià del futur: una contribució ideològica. Benicarló, Alambor, 206 p.
- 2002 — Les normes del 32. 70 anys després : homenatge a les normes de Castelló. 1932-2002. Coautor amb Vicent Pitarch i Almela i Manuel Pérez Saldanya. Edicions Allioli. STEP País Valencià.
- 2005 — Gramàtica valenciana raonada i popular: els fonaments. Tabarca Llibres. 336 p. (primera edició de 2003, en CEIC Alfons el Vell)
- 2007 — Reivindicació del valencià: una contribució. València. Tabarca Llibres (1a edició, 2006), 322 p.
- 2010 — El valenciano : nombre, situación sociolingüística y características básicas. Coautor amb Emili Casanova Herrero. Editorial Denes.
- 2010 — El valencià de Bernat i Baldoví: del passat al futur: ideologia i tast lèxic. Edicions Bromera.
- 2011 — El valor comunicatiu de la construcció «de + adjectiu qualificatiu». Acadèmia Valenciana de la Llengua.
- 2018 — El valencianisme lingüístic. Àrbena editorial.
- 2018 — Un mestre del valencianisme: Vicent Soler. Àrbena editorial.

## Premis
- 2006 — Premi d'Assaig de la Generalitat Valenciana, per l'obra Reivindicació del valencià: una contribució.[5][6]
- 2009 — XI Premi d'assaig Mancomunitat de la Ribera Alta, per l'obra El valencià de Bernat i Baldoví: del passat al futur. Ideologia i tast lèxic.[7]
- 2016 — Premi Porrot d'Honor de les Lletres Valencianes, atorgat per l'Ajuntament de Silla.[8]